# 川合登志和
川合 登志和（かわい としかず、1975年（昭和50年） - ）は、フリーライター、ラジオパーソナリティ、放送作家・構成作家、名古屋文化研究家。大同大学非常勤講師。
ハンドルネーム「TOPPY」の愛称もある。

## 来歴
1975年、愛知県名古屋市名東区に生まれる。その後愛知県瀬戸市で育つ。愛知県立長久手高等学校卒業後、名古屋学院大学に入学。学生時代から東海3県の雑学サイト「トッピーネット」を主宰。
大学卒業後、信用金庫、メーカー勤務を経て、フリーライターに転向。2012年からはラジオパーソナリティを務め、放送作家・構成作家としても活動。2025年より大同大学情報学部情報デザイン学科で非常勤講師を務めている。
愛知県生まれ、愛知県育ちだが、三重テレビをはじめとした東海地方のテレビ・ラジオなどのマスメディア事情に詳しい。

## 出演

### ラジオ
- マンデーイレブン（2012年7月～2017年10月、パーソナリティ、FMらら）
- 小島一宏 一週間のごぶサタデー（2014年6月21日、ゲスト、東海ラジオ放送）
- お昼はカモトピ（2017年11月～2018年12月、パーソナリティ、FMらら）
- ラスパ御嵩 RArara カラオケ熱唱バトル（2018年8月11日、MC、FMらら）
- みのかも市民まつり～みのかもスペシャル（2018年11月17日、パーソナリティ、FMらら）
- 源石和輝ひるカフェ（2020年9月24日、ゲスト、東海ラジオ放送）[3]
- 4時です！火曜はカモトピ（2019年1月～、パーソナリティ、FMらら）

### テレビ
- 中居正広のミになる図書館「知らなきゃ良かった！名古屋」（2015年4月28日放送、テレビ朝日系）[4]
- みんなのニュースOne「行ってみたらこうだった 名古屋の定説検証「名古屋走り」を調べに行ってみた！」（2016年9月6日放送、東海テレビ放送）
- ゆうがたサテライト「ニュースWHY？"名古屋の歌"はヒットしない！？」（2017年12月11日放送、テレビ愛知）[5]
- ニュースOne「平成元年デザイン都市宣言・検証 名古屋はデザインの街！？」（2019年2月5日放送、東海テレビ放送）[6]
- ニュースOne「博覧会で振り返る東海地方の平成」（2019年3月28日放送、東海テレビ放送）
- くすぐる「もっと八十亀ちゃん！名駅前モニュメントの小さなヒミツ」（2019年4月6日放送、テレビ愛知）
- ニュースOne「北海道に第二の名古屋!? 方言・食べ物も…なぜ？」（2019年7月16日放送、東海テレビ放送）
- ホンマでっか!?TV「県民人生相談『愛知県民』」(2020年3月25日放送、フジテレビ系）[7]
- データで解析！サンデージャーナル「県民も意外と知らない？愛知が誇る！驚きの『建物文化』」（2020年6月28日放送、テレビ愛知）[8]
- データで解析！サンデージャーナル「『密』を避けて遊ぶ！愛知県内の注目スポットを“街歩きの達人”に聞く」（2020年12月6日放送、テレビ愛知）
- ニュースOne「京都人と名古屋人 気質似ている説」（2023年11月24日、東海テレビ放送）[9]
- チャント! 「自治体ブランドランキング　96位の名古屋市はイメージ悪い？」（2024年10月3日放送、 CBCテレビ ）

## 担当番組

### レギュラー

#### 東海ラジオ放送
- 小島一宏一週間のごぶサタデー（番組内複数コーナー担当）
- シェルレーヌ 伊勢志摩まるかじり（天野良春 パラダイスキング内）
- 踊り出したくなる郡上おどり情報（タクマのHAPPY TIMES!!内）
- 神野美伽 のオツな一日
- ちょっと旅気分
- 源石和輝 ひるカフェ
- 東海3県行ったつもり!?（きくち教児の楽気!DAY内）
- 久光製薬プレゼンツのびのびヂカラ！（山浦・深谷のヨヂカラ!内）
- 東海ものづくり大学
- 森野将彦のSpecial invitation from LEXT（タクマ・神野どーゆーふー内）
- 安江のぶおのRadioSmile！
- ピカピカハッピー！OH！MY DENTAL！（OH! MY CHANNEL!内）
- Care Information（Paradise内）

#### NHK名古屋放送局
- アノコロTV～知らないとは言わせない～

#### ZIP-FM
- BinO SPICES FOR YOUR LIFE（SATURDAY ON FLEEK内）

### 特番

#### 東海ラジオ放送
- ヒットせんで、いかんがね 検証名古屋ご当地ソング(2013年5月）[10]
- 東海ラジオ年末年始スペシャル 福耳ラジオ（2013年12月～1月）
- 飛騨の俳人・加藤素毛 万延元年つぶやき世界一周（2014年5月）[11]
- 春日井の中央線敷設ものがたり～昔から伝わる歴史は嘘だった？～（2018年5月）[12]
- イクメンと呼ばないで（2019年3月）[13]
- ごみ育スペシャル（2020年3月）
- TOKAI RADIO Spring Special supported by アサヒビール（2024年3月）
- SDGs STEPS（Weekend Step内）（2024年4月）
- Saturday Flavor Special「東海」は誰のもの？（2025年5月）[14]

#### FMらら
- 開局10周年特別番組・県域×地域 災害と日常・ラジオのある暮らし（2022年7月）
- 世界初を成し遂げた物理学者 丹羽公雄 さんに聞く…知りたい！が未来をひらく（2024年10月）

### 単発

#### テレビ愛知
- ゆうがたサテライト 旬撮「桜ネックレス」（2018年4月6日）[15]
- ゆうがたサテライト 旬撮「長良川鉄道の"犬駅長"」（2018年9月14日）[16]

## 著書

### 共著
- （大山くまおとの共著）『名古屋あるある』、TOブックス、2014年 - 福島モンタ 画

### 漫画（シリーズ構成）
- 『幕末に世界一周やってみた』（下呂市、2021年、作画：秋桜）[17]

## 講演
- ここに名古屋のステキがあったんだ！～まちなみに溶け込むものに光を当てて～（2019年10月31日、名古屋市生涯学習講座）
- マンガで“詠む”俳人・加藤素毛の足跡（2020年1月25日、講師、下呂市生涯学習講座）
- ＜なごや学＞港区よいとこ！何度もおいで！！歩いて気付くまちの魅力～港区散策のススメ～（2021年1月19日、講師、名古屋市生涯学習講座）
- ＜なごや学＞来て、見て、名東区まち散策～名東区のうつりかわり～（2022年1月28日、講師、名古屋市生涯学習講座）
- ここに名古屋の『ステキ』が！中村区編～まちなみに溶け込むものに光を当てて～（2024年1月15日、講師、名古屋市生涯学習講座）
- 名東区制50周年記念 名東区の歴史を様々な視点から見る「名東区のうつりかわり」（2024年5月21日、講師、名古屋市生涯学習講座）